# Brasilianische Küche

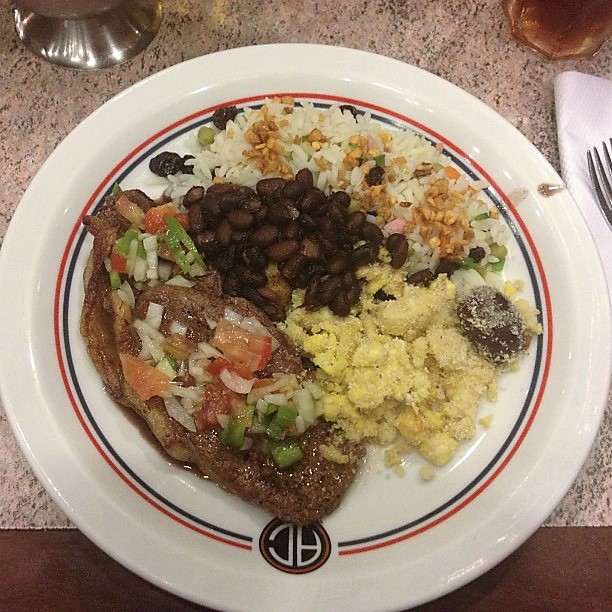
Typisches brasilianisches Mittagessen: Picanha-Steak mit Gemüsesauce, schwarzen Bohnen, Reis und Farofa mit Ei

Die Brasilianische Küche ist die Landesküche Brasiliens. Als einziges Land mit zusammenhängendem Staatsgebiet umfasst es von Nord nach Süd vier aufeinanderfolgende Klimazonen. Die Bevölkerung besteht größtenteils aus Nachfahren europäischer und asiatischer Einwanderer sowie Nachfahren afrikanischer Sklaven.
Daher ist es schwierig, eine Brasilianische Küche zu definieren, da eine Vielzahl verschiedener Völker und Kulturen eine eigene Küche mitbringen. Auch wurden die traditionellen Küchen stark durch Einwanderer beeinflusst, vor allem aus Europa – hier besonders aus der Kolonialmacht Portugal – und aus Afrika.

## Allgemeines

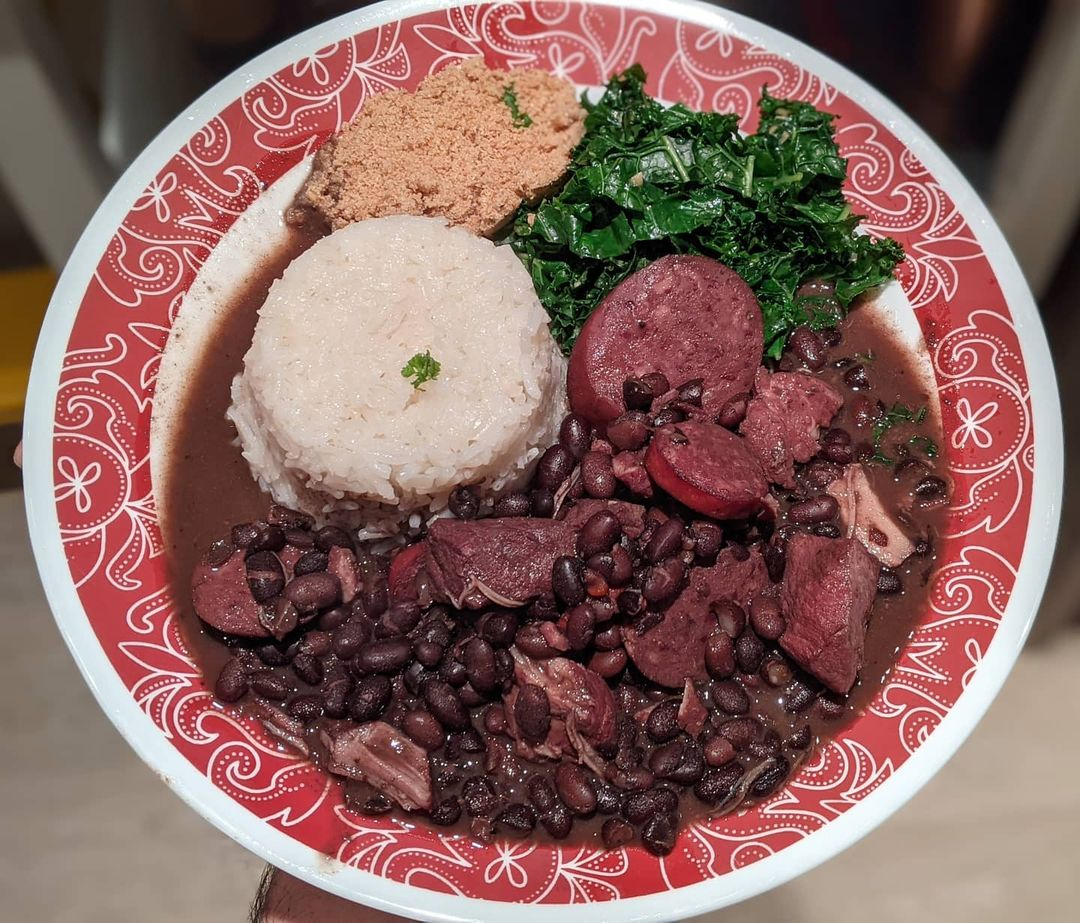
Feijoada

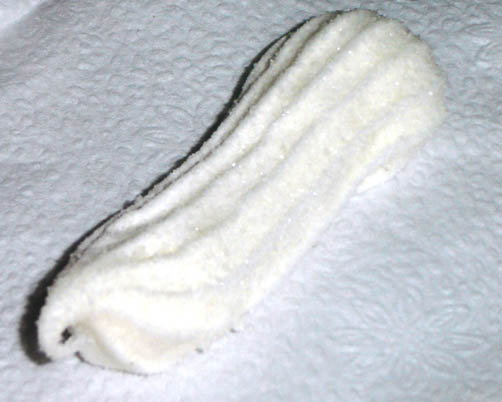
Maria mole (portugiesisch: „weiche Maria“), eine brasilianische Süßigkeit

Generell hat die Küche der ehemaligen portugiesischen Kolonisatoren die brasilianische Küche beeinflusst. Durch die koloniale Besiedlung und die Sklavenhaltung wurden Lebensmittel eingeführt, die sich vor allem in großem Umfang und mit ausreichender Haltbarkeit beschaffen ließen. Daraus hat sich eine traditionelle Verbreitung vor allem von schwarzen Bohnen, Reis, Maniok sowie auch des überaus haltbaren Bacalhau für die meistverzehrten Gerichte ergeben.
Als das brasilianische Nationalgericht gilt die Feijoada, ein Bohneneintopf mit Fleisch, zu dem Reis, Farofa aus Maniok und die dekorativen Orangescheibchen sowie Orangensaft gereicht werden. Besondere Vorliebe genießen wie in Portugal auch die zahlreichen Zubereitungsvariationen des Bacalhau.
Bei den brasilianischen Salaten ist die Hauptzutat meist die Tomate; als der Preis dieses Gemüses sich 2013 erhöhte, kam es zu Hamsterkäufen an der argentinischen Grenze.
Beliebte Früchte sind Ananas, Guaven, Mangos, Orangen, Papayas und Passionsfrüchte. Außerdem sind Süßigkeiten wie die Brigadeiro, Maria mole und die brasilianische Version von Dulce de leche sowie verschiedene Kuchen wie zum Beispiel der Bolo de rolo beliebt.
In den späten 1980er-Jahren haben sich in São Paulo Selbstbedienungsrestaurants (sogenannte Self Service) durchgesetzt, welche man bis heute in allen Gegenden des Landes findet. Dabei wird nach Kilopreis bezahlt. Je nach Lage und Qualität der Self Service kann der Kilopreis stark variieren. Samstag und Sonntag ist im Normalfall viel teurer als unter der Woche.
Ein Café Colonial ist ein typisches Buffet in Rio Grande do Sul und Santa Catarina im Süden Brasiliens in Orten mit starkem deutschen Einfluss. Auch die Gaststätten, die diese Art Essen anbieten, werden so genannt.
Brasilien ist ein Land, in dem Fahrten von einer Stadt in die andere oft länger als einen Tag dauern, und so haben die Verpflegungsstationen entlang der Fernstraßen einen besonderen Stellenwert, der als überregionale kulinarische Zone zu berücksichtigen wäre. In den Snackbars der Rodoviárias (Busbahnhöfen) herrscht meist ein größeres, wenn auch einfaches Angebot an belegten Sandes (Sandwiches) und einfachen Gerichten, aber auch dort gibt es immer die Self Service-Restaurants. In den einsamer gelegenen, familiär und nebengeschäftlich betriebenen Haltepunkten wird für die Passagiere eines Busses meist das Almoço (Mittagessen) in nur einer einzigen Variante angeboten. Dabei handelt es sich meist um einen Teller mit Reis, Bohnen oder Kartoffeln und Fleisch, manchmal auch um eine mehr oder weniger abgespeckte Variante der Feijoada. Bereits fertig auf dem Teller angerichtet heißen diese Gerichte daher auch prato feito (angerichteter Teller).
Als Nationalgetränk gilt der in Brasilien angebaute Arabica Cafe. Milch-Shakes mit Obst oder Gemüse werden in Brasilien gerne getrunken und als Vitamina bezeichnet. Beim Vitamina de abacate zum Beispiel werden Avocados mit Milch und braunem Zucker gemixt. Ein Getränk, das es von Brasilien aus weltweit in zahlreiche Bars geschafft hat, ist der Caipirinha. Dabei handelt es sich um einen Cocktail der aus Cachaça, Limettensaft, Zucker und Eis gemischt wird.

## Mahlzeiten
Typischerweise gibt es 5 bis 6 Mahlzeiten:
- Café-da-manhã (Morgenkaffee): Jede Region hat ihre eigenen Gepflogenheiten. Der Morgenkaffee besteht typischerweise aus Früchten, Kuchen, weißem Naturjoghurt, Rissólis, Sandwiches, Pão de queijo, Brot, Butter, Käse, Marmelade, Aufschnitt aus geräucherter Putenbrust. Als Getränk wird stark gezuckerter Kaffee, gezuckerter Kaffee mit Milch (café com leite), Kakao, Saft oder stark gezuckerter schwarzer Tee serviert.
- Lanche-da-manhã (Morgendlicher Snack): Obst, Tomatensalat, Sandwiches, serviert mit Saft
- Almoço (Mittagsessen): Meist Reis (manchmal auch Nudeln), serviert mit Bohnen, einem Fleisch- oder Fischgericht, gekochtem Gemüse, Salat, in Südbrasilien auch Polenta.
- Lanche-da-tarde (Abendlicher Snack): Die gleichen Nahrungsmittel wie beim Morgenkaffee werden serviert
- Jantar (Abendessen): besteht aus Suppen, Tomatensalat, Reis und oft Resten vom Mittagessen, serviert mit Saft
- Ceia (spätes Abendessen, oft an Feiertagen): Suppen, Salat, Obst, Reis und Nudeln, Sandwiches, Kekse, serviert mit Saft

## Regionalküchen

### Küche des Nordens
Acre, Amapá, Amazonas, Pará, Rondônia, Roraima, Tocantins
Der Norden und der Westen Brasiliens sind dünn besiedelt und umfassen sowohl Steppen- als auch Urwaldgebiete. Daher stellt sich die Frage, ob jenseits von lokalen Ausprägungen und jenseits der Großstädte Manaus und Belém eine gemeinsame Küche zu identifizieren ist. Es wird aber gesagt, dass der Norden stark von der indianischen Küche geprägt sei, aber auch indische Einflüsse seien erkennbar. Fisch ist ein wesentlicher Bestandteil der Ernährung, da das Amazonasbecken ein reichhaltiges Angebot an Süßwasserfisch bereitstellt.
Wichtige Gerichte sind:
- Carurú: Krabben werden sautiert mit einer scharfen Soße aus rotem Pfeffer, Okra, Zwiebeln, Tomaten, Chili und Palmöl serviert
- Tacacá: Eine Brühe aus dem Saft der Maniok-Wurzel mit Krabben und Jambú

### Küche des Nordostens

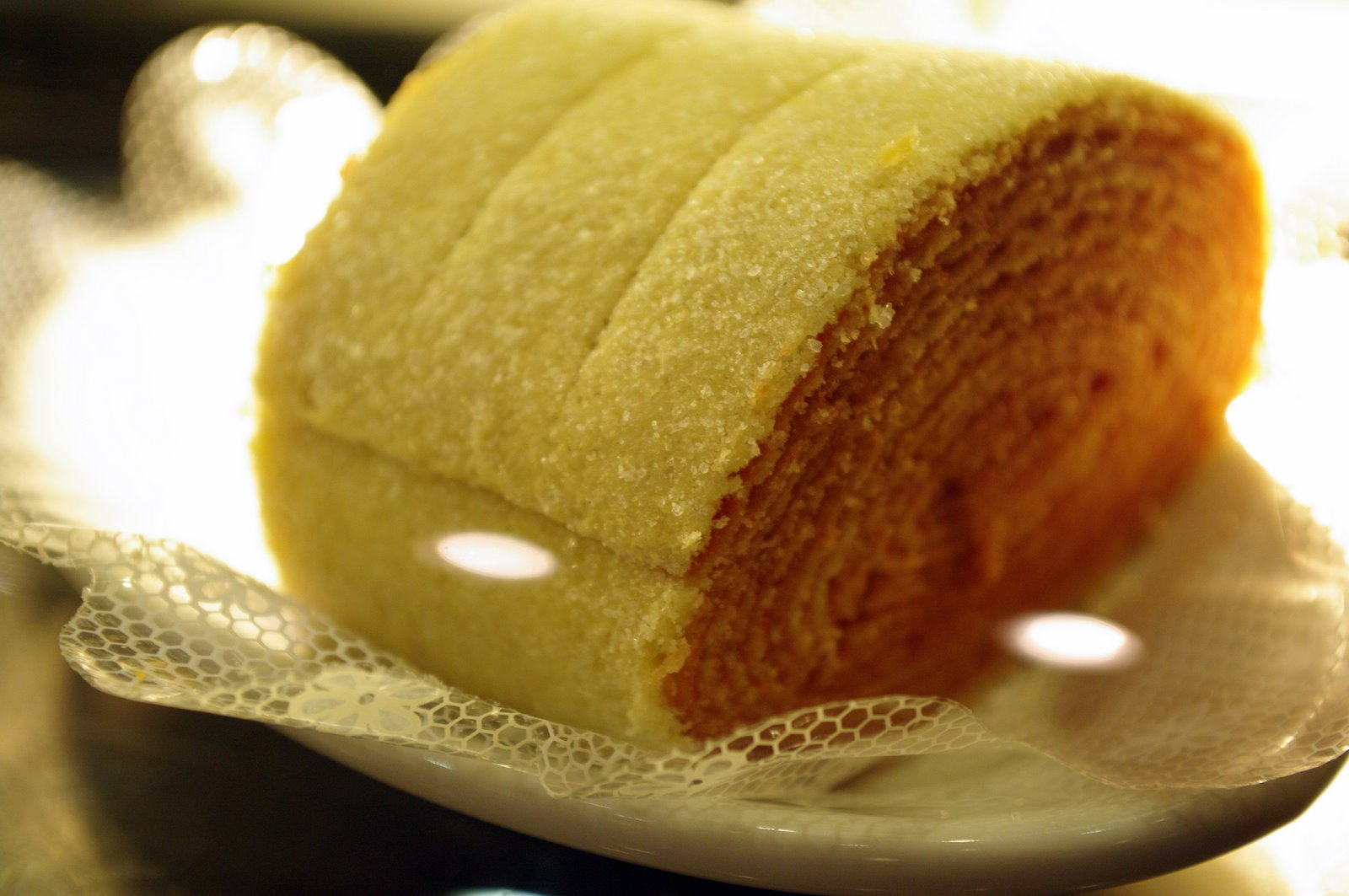
Bolo de rolo

Alagoas, Ceará, Maranhão, Paraíba, Pernambuco, Piauí, Rio Grande do Norte, Sergipe
Der Nordosten ist von trockenen Gebieten geprägt. Die Gerichte sind stark von afrikanischen und kreolischen Einflüssen geprägt. In Meeresnähe basieren die Rezepte mehr auf Fisch und anderen Meerestieren, während man im Inland mehr Reis, Bohnen, Käse wie den paçoca de pilão, getrocknetes Fleisch, Maniok und Ähnliches isst.
Der Bolo de rolo wird als kulturelles Erbe von Pernambuco angesehen.

### Küche Bahias

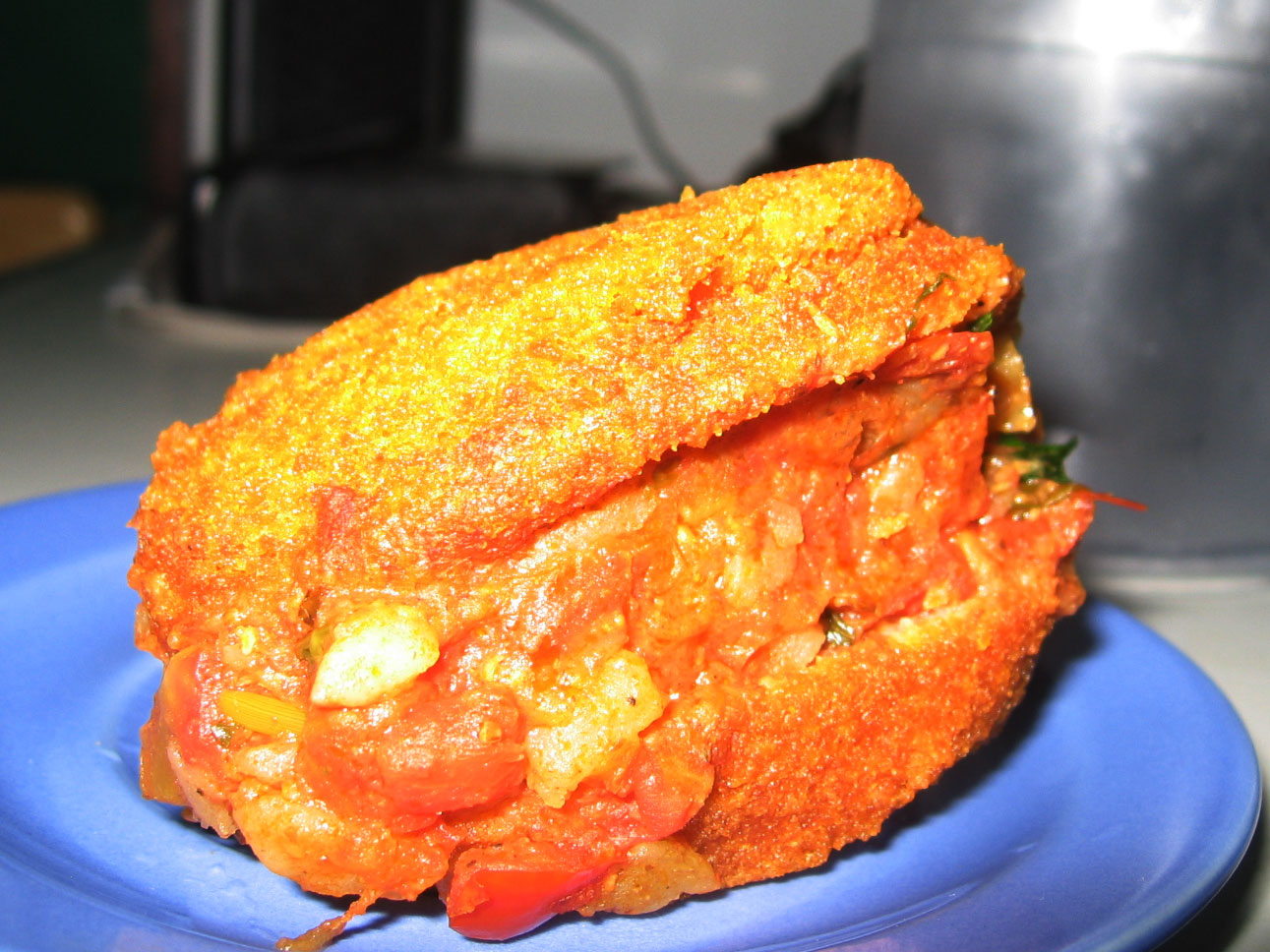
Acarajé

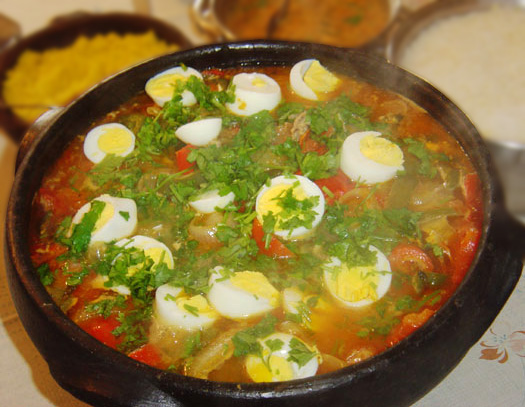
Moqueca Baiana

Zwar geografisch zum Nordosten gehörend, nimmt die Bahianische Küche dennoch einen besonderen Rang ein durch ihre Vielfalt und phantasievollen Variationen.
Sie unterscheidet sich in Brasilien am weitesten von der kolonial-portugiesisch geprägten Küche der anderen Regionen, sie ist gewissermaßen die brasilianischste Küche. Dies ist zum einen durch stärkere afrikanische Einflüsse (gegenüber den kreolischen des Nordostens) und zum anderen durch reicheres Angebot an Früchten, Fleisch und Fischen bedingt.
Besonders bekannte Gerichte sind:
- Vatapá: Aus den zerkleinerten, zerstampften und angebratenen Zutaten Weißbrot, Zwiebeln, Krabben, Cashewkerne, Erdnüsse, Kokosmilch, Palmöl, Koriander sowie zahlreichen weiteren Gewürzen wird eine teigartige Paste gekocht, die zusammen mit scharfer Soße Molho de Pimenta verzehrt wird. Diese Spezialität afrikanischer Herkunft wird in Bahia häufig an Straßenständen zubereitet und zum Acarajé als Imbiss auf die Hand verkauft.
- Acarajé ist ein typisches Gericht der afro-brasilianischen Küche: Es handelt sich um in Dendê-Öl ausgebackene, krokettenartige Bällchen aus gemahlenen Bohnen, Krabben und Gewürzen. Das Gericht wurde in der Kolonialzeit von afrikanischen Sklaven mit nach Brasilien gebracht. Acarajé wird an Straßenständen zubereitet und als Snack zum Mitnehmen verkauft: Dazu werden die Küchlein aufgeschnitten, mit Vatapá, scharfer Pfeffersauce, getrockneten Krabben und einem Salat aus gewürfelten Zwiebeln, Tomaten sowie Paprika gefüllt und in Packpapier verkauft.
- Moqueca: ein Eintopf mit Fisch und/oder Krebsen. Mit den zahlreichen Variationen der Moqueca wurde der portugiesische Fischeintopf Peixada durch afrikanische Rezeptur, brasilianische Zutaten wie Palmöl und Kokosnuss sowie auch importierte Früchte wie die indische Kassava zum brasilianischen Fischtopf umgeformt.

### Küche des Mittelwestens
Goiás, Mato Grosso, Mato Grosso do Sul, Distrito Federal
Wichtige Gerichte sind:
- Galinhada com Pequi: ein Huhn-Gericht mit Pequi (eine typische Palmfrucht von der Cerrado-Region in Goiás)
- Linguiça Caseira Frita: eine Schweine-Bratwurst-Art
- Mojica: Filets vom Fisch (oft der Pintado-Fisch) werden mit Zwiebeln, Tomaten und Maniok gekocht und mit Koriander abgeschmeckt
- Pequi com Arroz: Pequi mit Reis

### Küche des Südostens

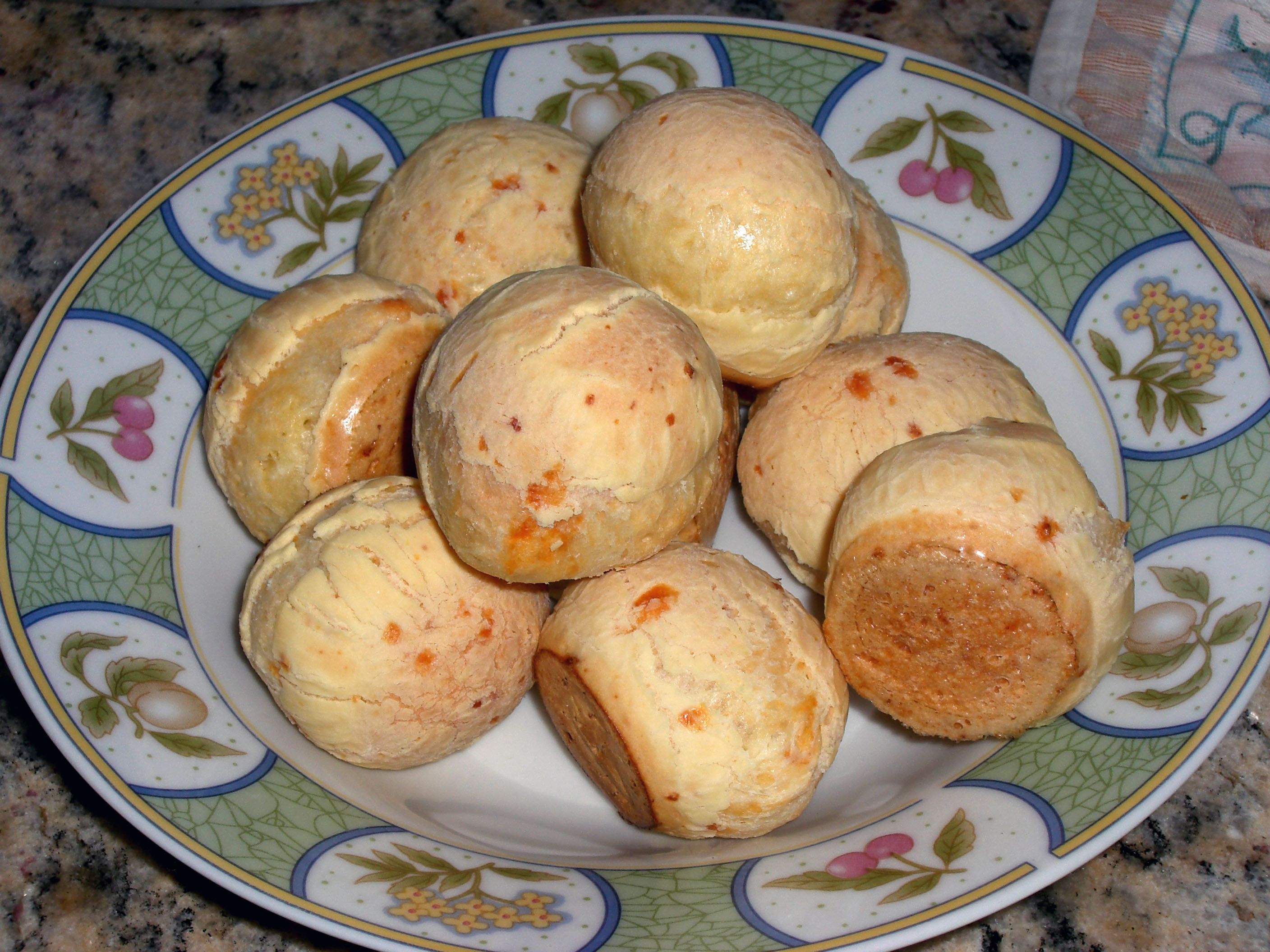
Pão de queijo

Espírito Santo, Minas Gerais, Rio de Janeiro, São Paulo
Aus dem Südosten des Landes kommen die bekanntesten brasilianischen Rezepte. Gerade Bohnen sind in der Region sehr beliebt. Während in Rio de Janeiro die schwarze Bohne sehr beliebt ist, bevorzugt man in São Paulo die rote und die weiße Bohne. In Minas Gerais hingegen ist die schwarze und die rote Bohne am verbreitetsten.
Wichtige Gerichte sind:
- Feijoada: ein Bohneneintopf mit verschiedenen Fleischarten
- Pão de queijo: Brandmassegebäck aus Polvilho (Stärke) und Käse.
- Moqueca Capixaba: ein Fischgericht im Tontopf (Panela de barro) mit Reis als Zuspeise. Das bekannteste Gericht in Espirito Santo.

### Küche des Südens
Paraná, Santa Catarina, Rio Grande do Sul
Im Süden des Landes ist der Einfluss der Europäer sehr stark, so dass man keine Probleme haben sollte, auch typische Gerichte aus Ländern wie Deutschland, den Niederlanden, Frankreich, Italien etc. zu finden. Die Europäer brachten auch den Wein in die Region.
Da die Viehwirtschaft hier besonders ausgeprägt ist, sind Fleischgerichte sehr verbreitet, auch mit getrocknetem oder gepökeltem Fleisch.
Wichtige Gerichte sind:
- Barreado
- Churrasco
- Galeto
- Sopa de Capeletti
- Cuca (brasilianischer Obstkuchen)
- Matambre recheado
- Xis Gaúcho
- Tainha na Taquara
- Arroz Carreteiro